# Prosoeca
Prosoeca är ett släkte av tvåvingar. Prosoeca ingår i familjen Nemestrinidae.

## Dottertaxa tillProsoeca, i alfabetisk ordning[1]
- Prosoeca accincta
- Prosoeca atra
- Prosoeca beckeri
- Prosoeca caffraria
- Prosoeca circumdata
- Prosoeca connexa
- Prosoeca difficile
- Prosoeca flavipennis
- Prosoeca fusca
- Prosoeca ganglbaueri
- Prosoeca handlirschi
- Prosoeca ignita
- Prosoeca lata
- Prosoeca lichtwardti
- Prosoeca longipennis
- Prosoeca longirostris
- Prosoeca macularis
- Prosoeca major
- Prosoeca minimum
- Prosoeca nigripes
- Prosoeca nitidula
- Prosoeca obscura
- Prosoeca oldroydi
- Prosoeca olivacea
- Prosoeca ornata
- Prosoeca peringueyi
- Prosoeca pygmea
- Prosoeca quinque
- Prosoeca robusta
- Prosoeca rubicunda
- Prosoeca saxea
- Prosoeca sublineata
- Prosoeca umbrosa
- Prosoeca variabilis
- Prosoeca variegata
- Prosoeca westermanni
- Prosoeca willowmorensis
- Prosoeca zuluensis